# Грошев, Виктор Владимирович
Виктор Владимирович Грошев (22 января 1924 — 8 декабря 1977) — полный кавалер ордена Славы, участник Великой Отечественной войны. Автоматчик разведывательной роты управления 65-й Волновахской танковой бригады (11-й танковый корпус, 1-й Белорусский фронт), младший сержант — на момент представления к награждению орденом Славы 1-й степени.

## Биография
Родился 23 января 1924 года в городе Переславль-Залесский Ярославской области в семье рабочего. Русский. Окончил школу-семилетку. Поступил работать на льноткацкую фабрику «Красное эхо», стал слесарем по ремонту оборудования.
В августе 1942 года был призван в Красную Армию. Сначала проходил службу в 46-м автобронетанковом запасном полку, где получил специальность командира бронемашины. В начале июня 1943 года 65-я танковая бригада, в подчинении которой находился полк, была включена в состав 11-го танкового корпуса.
В конце июля, когда советские войска перешли в контрнаступление на Орловско-Курской дуге, экипаж бронемашины Грошева был включён в состав ударной группы, которой поручили провести разведку боем. Во время атаки броневик был подбит. Экипаж  Грошева пристроился вместе с автоматчиками на броне одного из , так и воевал до конца июльско-августовских боёв в районе Орловско-Курской дуги. За обеспечение чёткой, бесперебойной связи между танковыми батальонами и проявленное при этом личное мужество ефрейтор Грошев был награждён медалью «За отвагу».
В конце августа 11-й танковый корпус был переброшен на Южный фронт, войска которого во взаимодействии с соединениями Юго-Западного фронта развернули наступление за освобождение Донбасса. Так как бронемашин в 65-ю танковую бригаду не поступало, Грошев перешёл в разведывательный взвод роты управления 65-й танковой бригады, в составе которого и воевал до самого конца войны.
9 сентября 1943 года под Волновахой группа разведчиков из 12 человек, в составе которой был и Грошев, пробралась ночью на железнодорожную станцию и захватила телефониста, который при допросе сообщил полезные сведения. К рассвету 10 сентября к Волновахе подошли 20-я и 36-я танковые бригады корпуса. Во время штурма города разведчики сели на броню  и вместе со стрелковыми подразделениями участвовали в уличных боях.
1944 года 11-й танковый корпус в составе 8-й гвардейской армии участвовал в Белорусской операции. 18 июля корпус был введен в прорыв и устремился вперед, обгоняя пехоту, через несколько дней вошёл на территорию Польши. Разведчики, в числе ефрейтор Грошев, шли в головных колоннах наступавших.
Утром 23 июля 1944 года  бригады ворвались в город Радзынь (Радзынь-Подляски). Десантники ещё вели бой с вражескими пехотинцами на окраинах города, когда подошли тылы бригады. Штабной автобус из-за потери ориентировки оказался вблизи вражеских позиций. Водитель и офицер погибли. Ефрейтор Грошев, под огнём врага, пробрался к автобусу и эвакуировал его к своим позициям, тем самым сохранив ценные документы. В перестрелке уничтожил 4 вражеских солдат. Был представлен к награждению орденом Славы.
27 июля 1944 года, в боях за город Седлец, ефрейтор Грошев, участвуя в выполнении боевого задания по взрыву железнодорожного моста (его уничтожение способствовало тому, что гитлеровцы при отступлении не смогли вывезти значительную часть боевой техники), ручной гранатой подорвал орудие врага вместе с его расчётом. 29 июля при разведке в городе Седлец он лично отбил у фашистов грузовую автомашину с боеприпасами. За отвагу и мужество, проявленные в боях на подступах к городу Седлец награждён орденом Красной Звезды.
Приказом 17 августа 1944 года ефрейтор Грошев Виктор Владимирович награждён орденом Славы 3-й степени (№ 145794).
В августе 1944 года части 11-го танкового корпуса были переброшены к реке Висле, принимали участие в расширении и закреплении Пулавского плацдарма. В январе 1945 года в составе своей бригады Грошев участвовал в Висло-Одерской наступательной операции. Разведчики сражались бок о бок с танкистами.
14-15 января 1945 года при прорыве обороны противника у города Зволень младший сержант Грошев, находясь с группой разведчиков в первых рядах наступающих, первым ворвался в командирский блиндаж гитлеровцев и противотанковой гранатой уничтожил находящихся там врагов. Несколько дней спустя, разведывая вражеские огневые точки и резервы, скрытые в лесу в трех километрах южнее города Зволена, был ранен в ночной перестрелке, но ушёл в медсанбат только через сутки, после того как было полностью выполнено задание командования. При форсировании реки Плевка, действуя в составе головного дозора, разведал брод, лично взяв при этом двух пленных.
Приказом 8 марта 1945 года младший сержант Грошев Виктор Владимирович награждён орденом Славы 2-й степени (№ 4607)
Пройдя с боями более 650 километров, 3 февраля 1945 года 11-й танковый корпус вышел реке Одер севернее города Франкфурта и сразу же начал переправляться на отбитый у фашистов гвардейцами 8-й армии так называемый Кюстринский плацдарм. Отсюда в апреле начался путь корпуса к Берлину.
16 апреля, при прорыве вражеской обороны западнее населенного пункта Нойлангзов (4 км северо-восточнее города Зелов, Германия) действуя в передовом отряде с группой разведчиков, младший сержант Грошев наткнулся на заслон гитлеровских автоматчиков с фаустпатронами и противотанковой пушкой. Обойдя заслон с фланга, он уничтожил его, чем обеспечил дальнейшее продвижение вперед советских .
17 апреля, действуя в разведотряде в направлении на Вульков (нем. Wulkow), в условиях пересечённой лесистой местности своевременно обнаруживал противотанковые препятствия и находил обходы для танков. В районе Вулькова разведчики уничтожили до 25 вражеских солдат и офицеров, а также противотанковую пушку с расчётом.
20-24 апреля у населенных пунктов Хоэнштейн, Марцан и непосредственно на подступах к Берлину с группой разведчиков взял в плен несколько гитлеровцев, добыл ценные сведения об оборонительных укреплениях противника.
Указом Президиума Верховного Совета СССР от 31 мая 1945 года за образцовое выполнение заданий командования на завершающем этапе Великой Отечественной войны в боях с немецко-фашистскими захватчиками младший сержант Грошев Виктор Владимирович награждён орденом Славы 1-й степени (№ 520). Стал полным кавалером ордена Славы.
В марте 1947 года старшина Грошев был демобилизован. Вернулся в родной город Переславль-Залесский. Член ВКП(б)/КПСС с 1948 года. Работал на фабрике киноплёнки (нынешний химический завод) слесарем по ремонту технологического оборудования. За успехи в труде награждён орденом Октябрьской Революции. Скончался 8 декабря 1977 года.
Награждён орденами Октябрьской Революции, Красной Звезды, Славы 3-х степеней, медалями.

## Награды
- Орден Октябрьской Революции
- Орден Красной Звезды
- Орден Славы 3-й степени (17 августа 1944)
- Орден Славы 2-й степени (8 марта 1945)
- Орден Славы 1-й степени (31 мая 1945)
- Медали